# Ancylopsetta antillarum
Ancylopsetta antillarum är en fiskart som beskrevs av Gutherz, 1966. Ancylopsetta antillarum ingår i släktet Ancylopsetta och familjen Paralichthyidae. Inga underarter finns listade i Catalogue of Life.